# Лиляна Галевска
Лиляна Галевска е българска певица от Шопската фолклорна област, изпълнителка на народни песни от Трънския край.

## Биография
Родена на 26 февруари 1948 година в София. Тя е дъщеря на певицата Ика Стоянова, една от основателките на първата певческа група „Наша песен“.
Още от дете, седемгодишна, тя запява майчините си песни, след което пее в ансамбъл „Изворче“ при Двореца на децата. Дълги години е солистка на Държавния ансамбъл „Филип Кутев“. Пее още в хоровете „Космически гласове от България“ и „Големите български гласове“ и ансамбъл „Магистрали“. Има много записи в Българско национално радио, Балкантон, снима филми в Българска национална телевизия.
През 1991 година напуска ансамбъл „Филип Кутев“ и става част от квартет „Славей“. Самостоятелно и с квартета пее в много страни на Европа, Азия и Америка.

## Награди и отличия
Получава много награди от престижни български и международни конкурси и фестивали, сред които „Златна лира“ от Съюза на музикалните и танцови дейци, по повод 10-годишния (2001) и 15-годишния юбилей на квартет „Славей“ (2006).
На 17 май 2024 г. в София получава статуетката на Годишните Фолклорни Награди за Цялостен принос в българския фолклор.

## Филмография
- Живи комини (2018) - певицата
- Белгийският крал (2015), Белгия, Холандия, България – Лили